# (13605) Nakamuraminoru
(13605) Nakamuraminoru est un astéroïde de la ceinture principale.

## Description
(13605) Nakamuraminoru est un astéroïde de la ceinture principale. Il fut découvert le 1er septembre 1994 à Kitami par Kin Endate et Kazuro Watanabe. Il présente une orbite caractérisée par un demi-grand axe de 2,38 UA, une excentricité de 0,13 et une inclinaison de 5,3° par rapport à l'écliptique.

## Compléments